# Abderrahim Tounsi
Abderrahim Tounsi (Arabisch: عبد الرحيم التونسي, Abd ar-Raḥīm at-Tūnisī) alias Abderraouf (Arabisch: عبد الرؤوف) (Casablanca, 27 december 1936 – aldaar, 2 januari 2023) was een Marokkaanse acteur en komiek. Hij was vooral bekend van het personage Abderraouf.

## Levensloop
Tounsi werd geboren in Sidi Fateh, Casablanca, Marokko. Hij was in begin jaren '60 begonnen als acteur. Dit was nadat hij vast had gezeten in de gevangenis vanwege zijn rol als een verzetsstrijder begin jaren '50.
Hij werd vooral bekend vanwege zijn opmerkelijke kledingstijl en zijn kinderlijke handelen. Abderrahim "Abderraouf" Tounsi wordt nog altijd gezien als een legende in de Marokkaanse komedie.
Zijn laatste verschijning op het witte doek was in de film Mon Oncle uit 2017.
Tounsi ontving gedurende zijn loopbaan verschillende onderscheidingen. Zo werd hij in 2011 uitgeroepen tot beste Marokkaanse komiek van de twintigste eeuw.
- Gemeinsame Normdatei: 1277020299
- Virtual International Authority File: 3445167322924178000000